# Cirrhinus microlepis
Cirrhinus microlepis (engl. Smallscale Mud Carp) ist eine mittelgroße Karpfenfischart aus Indochina. Er wird in Kambodscha Kalang oder Trey Kalang, Pa Pawn in Laos und in China 小鱗鯪 genannt.

## Beschreibung
Cirrhinus microlepis unterscheidet sich von anderen Spezies der Gattung Cirrhinus durch seine 53 bis 60 Schuppen auf der Seitenlinie. Es ist eine großwüchsige Fischart mit sehr kleinen Schuppen, keinen Barteln und einer intensiven Färbung, die stark variiert. Bei Jungfischen ist sie noch silbrig mit roten Schwanzflossen, adulte Exemplare können am Kopf und Körper violett, purpur, rosafarben bis bläulich mit dunklen Flossen gefärbt sein. Seine Flossenformel lautet: Dorsale 15–16. Die Fische werden durchschnittlich 60 Zentimeter lang. Verbürgt ist der Fang eines Fisches von 5 Kilogramm Gewicht und 65 Zentimeter Länge aus dem Srinakarin Reservoir in Thailand, aber auch Exemplare von 15 Kilogramm Gewicht und einem Meter Länge.

## Verbreitung
Cirrhinus microlepis ist in den Flusssystemen des Mekong und Mae Nam Chao Phraya in Thailand, Laos, Kambodscha und Vietnam verbreitet.

## Lebensweise
Cirrhinus microlepis bewohnt überwiegend tropische Flüsse und temporär Überschwemmungsauen im Tiefland Indochinas. Er hält sich gerne in der Nähe von Stromschnellen und tiefen Staubecken auf. In der Regenzeit wandert die Spezies in die überfluteten Regenwälder und ernährt sich dort von Blättern, anderem Pflanzenmaterial, Phytoplankton und Insekten. Seine verschiedenen Wandermuster ober- und unterhalb der Khone Falls wurden dokumentiert. Zwischen November und Februar wandern Jungfische und Subadulte in den Größen 10 bis 50 Zentimeter auf der Höhe von Phnom Penh flussaufwärts in Richtung Mekongfälle. Von April bis Juli findet die Wanderung flussabwärts in entgegengesetzte Richtung statt. Oberhalb der Mekongfälle beginnen die Wanderbewegungen flussaufwärts gestaffelt vom Klong Kaem District, Ubolratchatani in Thailand im Februar, bei Khemmaratch im März/April, bei Mukdahan im Mai und bei Klong Kaem erst im Juni/Juli. Die flussabwärtsgerichteten Wanderzüge der Fische reichen bis in das Mekong-Delta in Vietnam, wo sich eine Vielzahl von Jungfischen in den Längen von zwei bis 20 Zentimetern finden. In Xayabouri in Laos bis Chiang Saen in Thailand beginnen zwei Wanderzüge von Fischen in unterschiedlichen Entwicklungsstadien in der Zeit von März bis August.
Während der Trockenzeit spielen die tiefen Pools des Mekongs als Rückzugsgebiet eine entscheidende Rolle für das Überleben von Cirrhinus microlepis.

## Nutzung
Cirrhinus microlepis dient als Sportfisch für Angler und Speisefisch. Er wird in Käfigen gehalten und dann frisch vermarktet, gesalzen oder getrocknet.
Um das Aussterben der Art zu verhindern werden zahlreiche Bemühungen unternommen. Untersucht wurden unter anderem die Auswirkungen der Kiemennetzfischerei auf den Bestand von Cirrhinus microlepis.
Es gibt Bestrebungen zur Konservierung von Fischsperma/Fischmilch von Cirrhinus microlepis und Versuche der Teichhaltung.
Jüngste Züchtungserfolge mit Wildstämmen von Cirrhinus microlepis in Laos machen Hoffnung auf einen Fortbestand der Art.